# Consul ochraceus
Consul ochraceus är en fjärilsart som beskrevs av Butler 1873. Consul ochraceus ingår i släktet Consul och familjen praktfjärilar. Inga underarter finns listade i Catalogue of Life.